# Hot Wheels: Race Off
Hot Wheels: Race Off (також відома як Race Off) — відеогра, присвячена іграшковим машинам марки Hot Wheels, розроблена і видана британською компанією Hutch Games в 2016 року, і спонсорована Hot Wheels. На момент 20 квітня 2023 року, гра набрала понад 50 мільйонів завантажень в Google Play.
У грі присутні 30 автомобілів, 60 рівнів, 6 колекцій і етапів. За мотивами цієї гри, компанія Connect Game Studios випустила ряд ігор-ремейків, один з яких набрав більше 1 мільйона завантажень в Google Play.

## Історія
Перша версія гри (0.1.3442) була випущена 13 жовтня 2016 року для платформ Android 4.1 і вище компанією Hutch Games. 21 грудня 2016 року, Hot Wheels: Race Off (версія 1.0.4606) була випущена для пристроїв iOS, а також з'явилася в App Store і Google Play. 1 березня 2017 року гра була випущена для tvOS. 2 березня 2021 року було випущено Останнє оновлення гри Hot Wheels: Race Off (11.0.12232), після чого Hutch Games оголосила про припинення обслуговування та підтримки гри.

## Геймплей
У грі є три режими:
- Гонка дня (закрита з 2 березня 2021 року) — у цьому режимі гравцеві потрібно буде обігнати 3 лідерів на різних трасах, щоб отримати нагороди. При цьому у гравця буде всього 2 життя, і якщо він програє, вони будуть відніматися. Якщо гравець втрачає обидва життя, то гонка закінчується, і гравець нічого не отримує. Закрито з 2 березня 2021 року.

- Багатокористувацький режим (мультиплеєр) (закритий з 2 березня 2021 року) — до 2 березня 2021 року в Hot Wheels: Race Off працювала функція багатокористувацького режиму (мультиплеєра), в якій після входу в систему (наприклад через Google Play Games) ви можете грати проти інших гравців з усього світу. Закрито з 2 березня 2021 року.

- Однокористувальницький режим (в даний момент працює) — режим одиночної гри. У ньому ви зможете проходити траси, відкривати для себе нові етапи і колекції, прокачувати автомобіль.

У грі гравець і інший автомобіль бере участь в гонці по прямій довгій трасі. Мета гри — обігнати інший автомобіль, постаратися не витратити паливо і не перевернутися. При цьому ви також можете отримувати монети, які можуть поліпшити ваші характеристики, такі як швидкість, зчеплення та інші.